# Francesco Cornaro (1547–1598)
Francesco Cornaro (ur. w 1547 w Wenecji, zm. 23 kwietnia 1598 w Rzymie) – włoski kardynał.

## Życiorys
Urodził się w 1547 roku w Wenecji, jako syn Marc'Antonia Cornara i Cecilii Contarini (jego bratem był Giovanni Cornaro). Studiował prawo na Uniwersytecie Padewskim. 29 listopada 1577 roku został wybrany biskupem Treviso. Około 1595 roku zrzekł się zarządzania diecezją, a wkrótce potem został gubernatorem Civitavecchii. 5 czerwca 1596 roku został kreowany kardynałem prezbiterem i otrzymał kościół tytularny Santi Silvestro e Martino ai Monti. Zmarł 23 kwietnia 1598 roku w Rzymie.